# 中国药学会
中国药学会是中华人民共和国药学科技工作者组成的全国性、学术性、非营利性社会团体，由中国科学技术协会主管。1907年在日本东京成立，是中国成立最早的学会。

## 历史沿革
1907年留日学生王焕文、伍晟、曾贞等在东京发起东京留日中华药学会。1910年迁回中国。